# Ponte Buggianese
Ponte Buggianese /'poːnte buʤːa'neze/ je italská obec v toskánské provincii Pistoia, 50 km severozápadně od Florencie. Město má rozlohu 29 km² a zhruba 7 700 obyvatel.

## Vývoj počtu obyvatel
Počet obyvatel